# Fluxos de caixa descontados
Fluxos de caixa descontados (em inglês discounted cash flow - DCF), é um modelo de análise usado pelos analistas financeiros para estimarem o valor de uma empresa ou de um projeto através do custo de capital.
O modelo de DCF determina o valor futuro estimado para os fluxos de caixa descontando-os do custo de capital apropriado.
A ideia subjancente a esta abordagem de fluxos de caixa futuros estimados é a consideração de que o valor do dinheiro hoje é mais valioso do que o valor estimado no futuro, na medida em que uma estimativa pode não se concretizar e por isso têm um maior risco do que o dinheiro que está no "bolso".

## Matematicamente
{\displaystyle FCD={\frac {CF_{1}}{(1+r)^{1}}}+{\frac {CF_{2}}{(1+r)^{2}}}+\dotsb +{\frac {CF_{n}}{(1+r)^{n}}}}
CF: Cash Flow ou Fluxo de Caixa
r: taxa de desconto
DCF: Discounted Cash Flows ou Fluxo de Caixa Descontado

## Quantos períodos utilizar
A utilização deste modelo de análise distingue entre avaliação de uma empresa e avaliação de um (projecto)Investimento.
Essa distinção assenta no facto de um projecto ter um tempo de vida útil, enquanto uma empresa não tem fim previsto, e por isso ter um tempo de vida supostamente infinito.
Esta diferença obriga a que neste método quando se determina o n ( numero de períodos) tenhamos para um projecto um n finito, enquanto para uma empresa tenhamos um n infinito.
Esta distinção leva a que na avaliação de uma empresa a falta de um ou dois anos não implique mudança de valor calculado, enquanto num projecto, menos um período faz muita diferença, e leva a resultados completamente diferentes